# 雷斯夫揚卡
50°40′16″N 26°28′6″E / 50.67111°N 26.46833°E

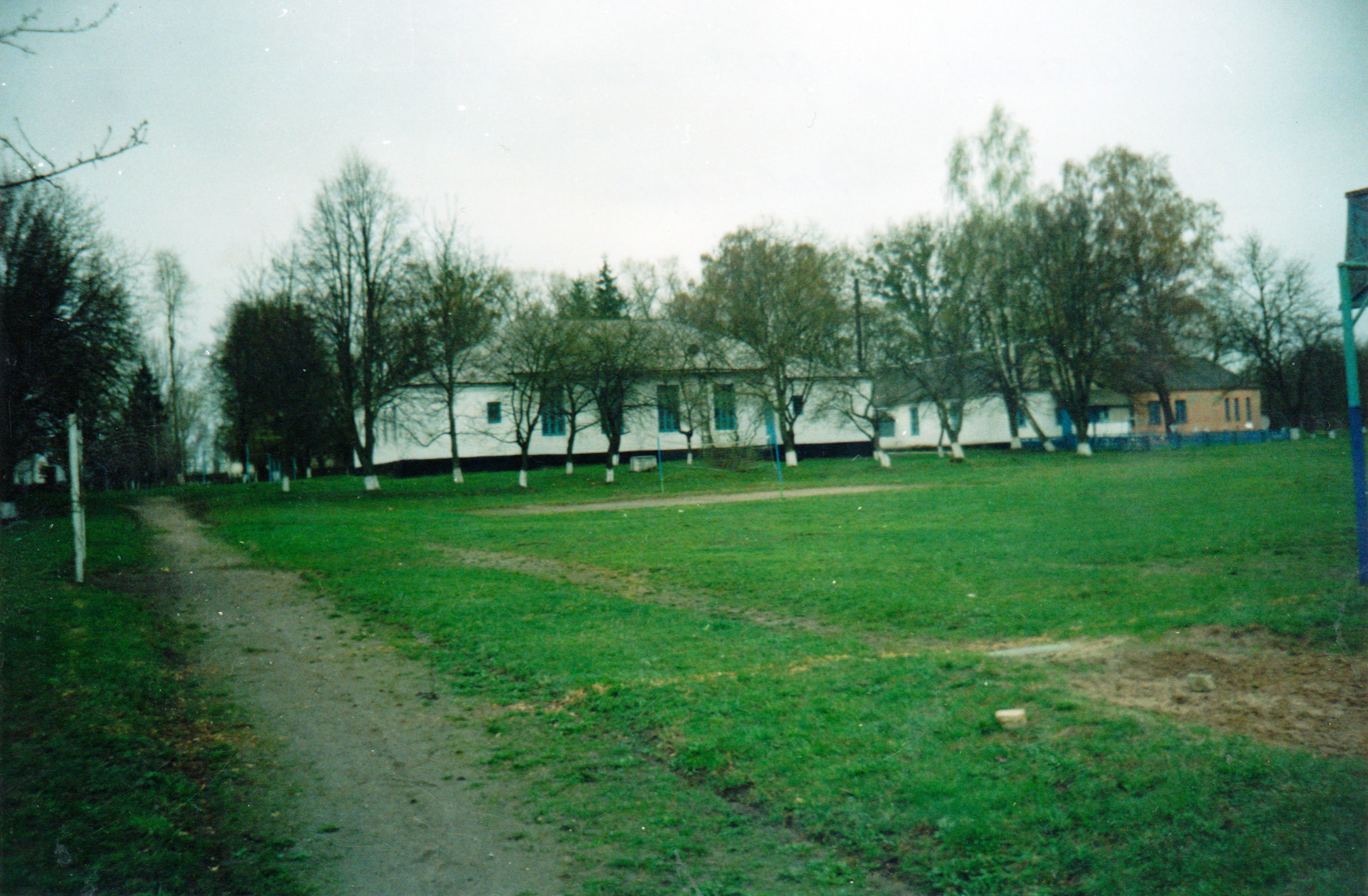
学校，原人民宫

雷斯夫揚卡（烏克蘭語：Рисв'янка），是烏克蘭西北部里夫内州里夫内区白克里尼察市鎮的村落。始建於1780年，面積5.05平方公里，海拔高度218米，2001年人口306，人口密度每平方公里60.6人。